# Buc
Buc er en lille kommune med kun 5.622 indbyggere i den nordlige del af Frankrig.

## Geografi
Kommunen ligger cirka 21 km syd-vest for Paris.
Den gamle del af landsbyen og en del af den nye del af byen, befinder sig i Bièvredalen i en omtrentlig højde af 100 m. Størstedelen af byen befinder sig imidlertid 50 meter højere oppe på Saclayplateauet.

## Transport

### Veje
Kommunen gennemløbes i nord-sydlig retning af route départementale 938 (Versailles – Saint-Rémy-lès-Chevreuse).

### Tog
De nærmeste stationer er Versailles-Chantiers og Gare de Petit Jouy-Les Loges.

## Flyvningens barndom i Buc
I 1913 oprettede Louis Blériot en flyveskole i Buc's Aéroparc.
Ligeledes i 1913 foretog man verdens første loop her. Der hersker en del tvivl om hvem piloten var, men en teori går på, at det var den franske pilot Adolphe Pégoud, der udførte bedriften i en Blériotmaskine den 31. august 1913..